# Peter Sunde
Peter Sunde Kolmisoppi (13 de setembre del 1978), àlies brokep, és un emprenedor i polític noruec i finès nascut a Suècia. Se'l coneix sobretot com a cofundador i exportaveu de The Pirate Bay, un motor de cerca de BitTorrent. És un activista de la igualtat, i al seu blog ha expressat preocupació per la centralització del poder cap a la Unió Europea. Sunde també participa en el Partit Pirata de Finlàndia i s'autodefineix com a socialista. També ha treballat en el projecte Njalla, un registrador de dominis orientat a la privacitat.

## Vida privada
Abans de fundar The Pirate Bay, Sunde va treballar en una gran empresa mèdica alemanya. El 2003 va fer-se membre de l'organització sueca Piratbyrån, i uns mesos més tard, Sunde, Fredrik Neij i Gottfrid Svartholm van crear The Pirate Bay, on ell feia de portaveu. Va acomplir aquesta tasca fins a final del 2009 (tres anys després que el lloc web passés a ser propietat de Reservella). L'agost del 2011, Sunde i Fredrik Neij (un altre dels cofundadors de The Pirate Bay) van posar en marxa BayFiles, un lloc web on compartir fitxers legalment. Sunde és vegà i parla suec, finès, noruec, anglès i alemany.
Peter Sunde es va presentar a les eleccions del 2014 al Parlament Europeu amb el Partit Pirata de Finlàndia.
El 31 de maig del 2014, pocs dies després de les eleccions de la Unió Europea i exactament vuit anys després que la policia escorcollés els servidors de The Pirate Bay, Sunde va ser detingut en una granja d'Oxie (Malmö) perquè complís la condemna de presó pel cas de The Pirate Bay. Va ser posat en llibertat cinc mesos més tard, després d'haver complert dos terços dels vuit mesos de la condemna.

## Projectes

### The Pirate Bay
El 31 de gener del 2008, els operadors de The Pirate Bay –Sunde, Fredrik Neij, Gottfrid Svartholm i Carl Lundström (executiu en cap del proveïdor d'Internet del lloc web– van ser acusats d'"haver ajudat [a tercers] a infringir drets d'autor". El judici va començar el 16 de febrer del 2009, i el 17 d'abril el tribunal de districte d'Estocolm va declarar-los culpables d'"ajudar a fer disponible contingut amb drets d'autor". Cadascun va ser condemnat a un any de presó i a pagar 30 milions de corones sueques (uns 2.740.900 €) en concepte de danys i perjudicis, a pagar a parts iguals entre tots quatre. Després del veredicte, hi va haver una conferència de premsa on Sunde va mostrar un pagaré manuscrit i va afirmar que aquests eren tots els danys i perjudicis que pagaria, i va afegir: "Encara que tingués diners, preferiria cremar-los tots i no donar-los-en ni les cendres. Així tindrien la feina de recollir-les. Mireu si odio els mitjans de comunicació."
Els advocats defensors van apel·lar al tribunal d'apel·lació de Svea i van demanar una revisió del cas al tribunal de districte per biaix del jutge Tomas Norström. El tribunal de districte va dictaminar que no hi havia biaix i va denegar la demanda de revisió, però sí que va reduir les condemnes de presó, encara que va incrementar els danys i perjudicis. Posteriorment, el tribunal suprem de Suècia va rebutjar considerar qualsevol altra apel·lació, i el Tribunal Europeu de Drets Humans també en va desestimar una apel·lació.
Als documentals Steal This Film (2007) i TPB AFK (2013) hi apareixen segments d'una entrevista amb Sunde en què parla sobre els drets d'autor, Internet i la cultura.

### Flattr
Flattr és un sistema de micropagaments iniciat per Sunde i Linus Olsson que permet als visitants dels llocs web fer petites donacions al desenvolupador pitjant un botó que diu "Flattr this". Quan es va anunciar el projecte, el febrer del 2010, Sunde va explicar que "els diners que paguis cada mes es repartiran equitativament entre els botons que pitgis en un mes. Volem encoratjar la gent a compartir diners a més de contingut." Flattr, com a administrador del servei, es queda amb una comissió del 10%.
Després de la publicació inicial de documents diplomàtics dels Estats Units feta per Wikileaks, diverses empreses com ara Visa, MasterCard, PayPal i Moneybookers van blocar les donacions i transferències cap al lloc web. En canvi, Flattr les va seguir permetent. Sunde hi va comentar: "Nosaltres [Flattr] pensem que la seva feina és exactament la que cal, i si els podem ajudar, encara que sigui una mica, els ajudarem."
El 5 d'abril del 2017, Eyeo GmbH, distribuïdor del programa Adblock Plus, va anunciar que havia adquirit Flattr a canvi d'una suma no desvelada.

### Hemlis
El 9 de juliol del 2013, Peter Sunde, juntament amb Leif Högberg i Linus Olsson, va anunciar una campanya de captació de fons per a Hemlis. L'objectiu era llançar un client de missatgeria instantània d'ús general que fos privat, segur i maco.
El 22 d'abril del 2015, l'equip de Hemlis va anunciar que aturaria el desenvolupament de la plataforma de missatgeria instantània Hemlis.

### Kopimashin
El 14 de desembre del 2015, Sunde va publicar al seu compte de Vimeo un vídeo sobre un aparell anomenat "Kopimashin", una màquina feta amb una consola Raspberry Pi que executa un programa escrit en Python que produeix 100 còpies per segon del senzill "Crazy" de Gnarls Barkley i les emmagatzema en un repositori /dev/null (on les dades es descarten), amb el resultat de més de vuit milions de còpies per dia.
L'endemà, Sunde va publicar la descripció completa de l'aparell i del projecte a Konsthack com el primer projecte artístic del catàleg del lloc web.
La màquina té una pantalla LCD que mostra un recompte en marxa del danys i perjudicis que suposadament ha causat a les discogràfiques, segons les estimacions que fa la RIAA al seu lloc web. Si aquestes estimacions són vàlides, vol dir que les discogràfiques han de fer fallida aviat per culpa de Kopimashin, i aquesta és una de les suposicions que el projecte vol comprovar amb un exemple físic.
Uns dies més tard, Sunde va dir al lloc de notícies TorrentFreak que Kopimashin es va crear per "mostrar l'absurditat de donar un valor a una còpia" i que "posar un preu a una còpia és inútil", i va observar que només és un acte contra la indústria discogràfica mateixa i les discogràfiques, que han afirmat que Sunde i The Pirate Bay han causat milions de dòlars en pèrdues a la indústria musical durant els últims anys.